# Inês Gomes
Inês Gomes é uma argumentista e autora portuguesa.

## Carreira
O início da sua carreira deu-se em 2001, quando colaborou com a Casa da Criação, empresa que na época produzia telenovelas para a TVI, em Nunca Digas Adeus. Daí, seguiram-se várias outras telenovelas na mesma empresa, como Anjo Selvagem ou Feitiço de Amor, tendo pelo meio se estreado como autora principal na série Morangos com Açúcar. Com o fim da Casa da Criação, mudou-se para escrever novas histórias para a produtora SP Televisão, que produz conteúdo maioritariamente para a SIC e RTP1, onde voltou a ser autora principal na série Lua Vermelha.
Em 2014, é lhe pedida pela SP uma sinopse de uma telenovela para ser emitida pela SIC e para suceder a Sol de Inverno, que acaba por ser aceite e contar ainda com a co-produção da Globo, sendo a primeira vez que a autora assina uma telenovela como autora principal, nascendo assim Lágrimas de Sal, que mais tarde foi oficializada como Mar Salgado. Com o seu sucesso, em 2016 rapidamente lhe foi pedida outra telenovela para assinar, surgindo assim Golpe do Destino, mais tarde oficializada como Amor Maior.
Em 2019, Inês regressa ao horário nobre da SIC com a telenovela Terra Brava, que marca o regresso às histórias clássicas do canal. A novela também ficou marcada por ter sofrido pelo surto de pandemia de COVID-19 em março de 2020, o que obrigou à paragem provisória das gravações. Enquanto também algumas cenas da história da telenovela estariam a ser re-escritas para salvaguardar a saúde do elenco, Inês já se encontrava a escrever desde agosto de 2019 a sua próxima telenovela A Serra, que acabou por suceder a Terra Brava no horário em 2021.
Em 2021, lançou em conjunto com Pedro Lopes, Filipa Poppe, Rita Roberto e André Tenente a primeira série para a Netflix, Glória. A série abordou, entre muitos temas, a violência exercida nas mulheres na segunda metade do século XX. Ainda no mesmo ano, Inês arrancou com a escrita de uma nova telenovela, com o título provisório Caminhos Cruzados, mais tarde oficializada como Flor sem Tempo.
Em 2023, começou a desenvolver, em conjunto com Cândida Ribeiro, a escrita de A Promessa, uma adaptação a partir do original turco Zalim İstanbul (Cidade Cruel em português).

## Trabalhos na televisão

### Telenovelas
| Título            | Ano  | Creditada como   | Creditada como  | Creditada como  | Notas      | Emissora |
| Título            | Ano  | Autora principal | Colaboradora    | Supervisora     | Notas      | Emissora |
| ----------------- | ---- | ---------------- | --------------- | --------------- | ---------- | -------- |
| Nunca Digas Adeus | 2001 | Does not appear  | Sim             | Does not appear | [ nota 1 ] | TVI      |
| Anjo Selvagem     | 2002 | Does not appear  | Sim             | Does not appear | [ nota 1 ] | TVI      |
| Saber Amar        | 2003 | Does not appear  | Sim             | Does not appear | [ nota 1 ] | TVI      |
| Queridas Feras    | 2003 | Does not appear  | Sim             | Does not appear | [ nota 1 ] | TVI      |
| Deixa-me Amar     | 2007 | Does not appear  | Sim             | Does not appear | [ nota 1 ] | TVI      |
| Feitiço de Amor   | 2008 | Does not appear  | Sim             | Does not appear | [ nota 1 ] | TVI      |
| Deixa que te Leve | 2009 | Does not appear  | Sim             | Does not appear | [ nota 1 ] | TVI      |
| Mar Salgado       | 2014 | Sim              | Does not appear | Does not appear | —          | SIC      |
| Amor Maior        | 2016 | Sim              | Does not appear | Does not appear | —          | SIC      |
| Paixão            | 2017 | Does not appear  | Does not appear | Sim             | —          | SIC      |
| Terra Brava       | 2019 | Sim              | Does not appear | Does not appear | —          | SIC      |
| A Serra           | 2021 | Sim              | Does not appear | Does not appear | —          | SIC      |
| Flor sem Tempo    | 2023 | Sim              | Does not appear | Does not appear | —          | SIC      |
| A Promessa        | 2024 | Sim              | Does not appear | Does not appear | [ nota 2 ] | SIC      |

### Séries
| Título                     | Ano  | Creditada como   | Creditada como  | Creditada como  | Creditada como  | Notas      | Emissora |
| Título                     | Ano  | Autora principal | Co-autora       | Colaboradora    | Supervisora     | Notas      | Emissora |
| -------------------------- | ---- | ---------------- | --------------- | --------------- | --------------- | ---------- | -------- |
| Morangos com Açúcar        | 2004 | Sim              | Does not appear | Does not appear | Does not appear | [ nota 3 ] | TVI      |
| Pai à Força                | 2009 | Does not appear  | Does not appear | Sim             | Does not appear | —          | RTP1     |
| Lua Vermelha               | 2010 | Sim              | Does not appear | Does not appear | Does not appear | [ nota 4 ] | SIC      |
| Velhos Amigos              | 2011 | Does not appear  | Does not appear | Sim             | Does not appear | —          | RTP1     |
| Maternidade                | 2012 | Does not appear  | Does not appear | Sim             | Does not appear | —          | RTP1     |
| Sinais de Vida             | 2013 | Does not appear  | Does not appear | Does not appear | Sim             | —          | RTP1     |
| Depois do Adeus            | 2013 | Sim              | Does not appear | Does not appear | Does not appear | [ nota 5 ] | RTP1     |
| Glória                     | 2021 | Does not appear  | Sim             | Does not appear | Does not appear | [ nota 6 ] | Netflix  |
| Lua Vermelha: Nova Geração | 2025 | Does not appear  | Sim             | Does not appear | Does not appear | [ nota 7 ] | OPTO     |

## Prémios
| Ano  | Prémio                           | Categoria           | Resultado | Ref.   |
| ---- | -------------------------------- | ------------------- | --------- | ------ |
| 2017 | Seoul International Drama Awards | Melhor argumentista | Indicado  | [ 34 ] |